# Chartreux

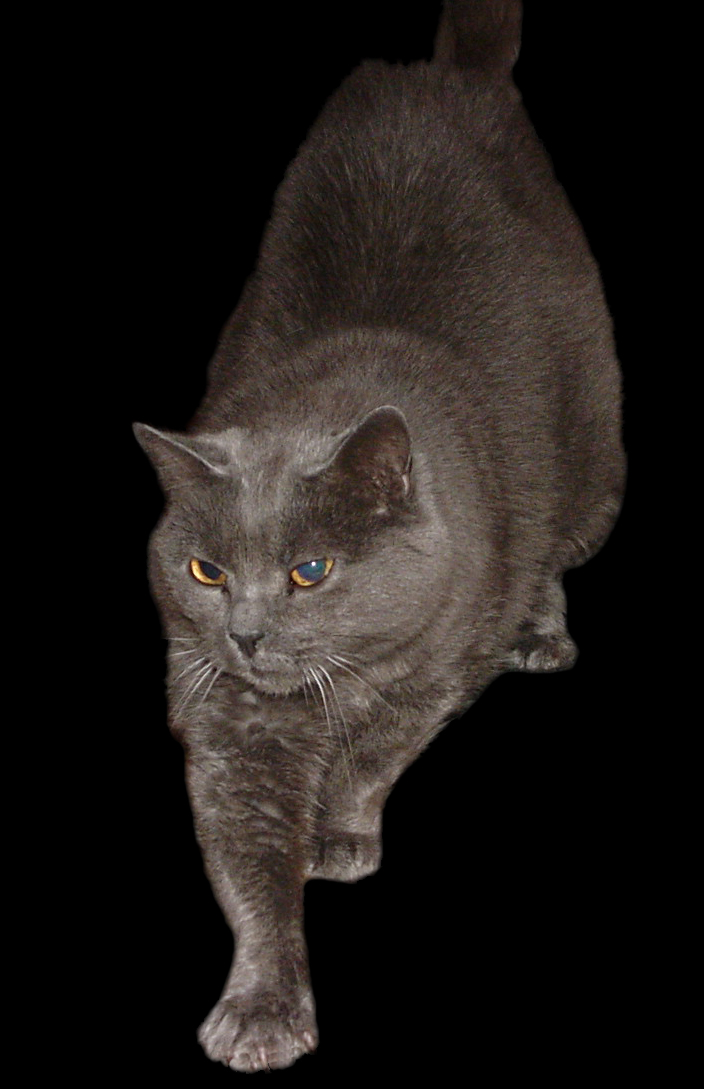
Pisică rasa Chartreux

Charteux este o felină cu o personalitate încăntătoare, care se adaptează ușor schimbărilor, păstrăndu-și însă calitățile de vânător înnăscut.
Este de asemenea și un extraordinar animal de companie, fiind inteligentă, vioaie și afectuoasă.

## Aspect general
Charteux are corpul robust, umerii lați și un piept puternic.
Deși are membrele osoase și aparent subțiri, Charteux este o pisică musculoasă, ceea ce o ajută să-și mențină reputația de cel mai mare vânător de șoareci.
La maturitate, masculii pot cântări între 5 și 7,5 kg, iar femelele între 3,5 și 5 kg. Deși este o pisică masivă la înfățisare, Charteux este foarte activă. Are o expresie zâmbitoare și dulce, datorită capului rotunjit, cu fruntea ușor conturată și botul subțire.
Culoarea ochilor variază de la auriu la culoarea cuprului, cea din urmă fiind preferată de crescători.
Blana este moale și lucioasă, de un gri-albastru, având o lungime medie.
Este foarte deasă și are o textură lânoasă, ceea ce nu-i permite să se îmbibe prea ușor cu apă. În primele luni de viață, blana puilor poate să prezinte ușoare marcaje (dungi și inele), care vor dispărea treptat.

## Temperamentul pisicii Chartreux
Este o pisică foarte liniștită, are un temperament calm și cald. E atașată de oameni, îi place să-și arate afecțiunea și să fie răsfățată. Precum orice altă pisică, pisica Chartreux devine un animal de companie blând și ascultător dacă trăiește și se dezvoltă într-un mediu propice, unde nu sunt factori majori de stres sau indivizi căreia îi pot face rău.

## Îngrijire
În privința îngrijirii, pisica Chartreux nu are nevoie de îmbăiere regulată ori periaj zilnic. Năpârlește o dată pe an (perioada când are nevoie de periaj zilnic). Datorită blăniței cu 2 straturi, trebuie acordată o atenție specială îmbăierii și clătirii.
Mănâncă orice, nu e pretențioasă la masă, însă se recomandă o atenție asupra dietei pisicii Chartreux după ce aceasta a atins maturitatea. Prezintă risc de obezitate, ca multe alte pisici de apartament.